# 川北裕介
川北 裕介（かわきた ゆうすけ、1978年5月13日 - ）は、大阪府出身の元サッカー選手、サッカー指導者。

## 来歴
2001年にヴァンフォーレ甲府に入団するものの、吾妻弘将や鶴田達也の前に出場機会には恵まれず、2003年よりJFLの大塚製薬（現徳島ヴォルティス）に移籍。大塚製薬では正GKとして活躍し、J2昇格に貢献した。一見派手なスーパーセーブこそ少ないが、的確な判断とミスの少ない安定したプレーが特徴の堅実な選手で、素早く正確なスローによるフィードも特徴のひとつであった。
2004年11月5日に行われたJFL後期第12節（対ザスパ草津：群馬陸)の前半7分において、草津のFW佐藤正美と左のこめかみあたりから衝突した。継続出場が困難だったため、選手交代後すぐに川北は救急車で病院に運ばれた。選手生命を絶たれる寸前だったが、驚異の回復力と血のにじむような努力で復活した。またこの時、当時大塚製薬の田中真二監督に「怪我してるときくらい家族サービスしないでどうする」と言われたという。
J2昇格後は大塚製薬が母体となって出来た徳島ヴォルティスの初代背番号1を背負うも、高橋範夫が主に起用されたためリーグの出場はなかった（リザーブ入りは数回ある）。
2006年よりこちらもJ2に昇格した四国のライバル・愛媛FCに移籍。移籍後は正GKに定着していたが、2007年以降は佐藤昭大や多田大介といったレンタル加入組とのポジション争いにさらされた。2009年は故障でシーズンを棒に振り、同年加入した山本浩正にポジションを奪われたが、怪我から戻った2010年の終盤戦にポジションを奪取した。2011年は自己最多となる32試合に出場し、正GKに定着したかと思われたが、2012年は移籍加入した秋元陽太にポジションを奪われ出場ゼロに終わった。同年限りで現役を引退。
2013年から愛媛FCのアカデミーでゴールキーパーコーチを務め、2015年からはトップチームのコーチに就任。2021年12月7日、退任が発表された。

## 所属クラブ
- 清風高等学校[1]
- 関西大学[1]
- 2001年 - 2002年 ヴァンフォーレ甲府
- 2003年 - 2005年 大塚製薬/徳島ヴォルティス
- 2006年 - 2012年 愛媛FC

## 個人成績
| 国内大会個人成績 | 国内大会個人成績 | 国内大会個人成績 | 国内大会個人成績 | 国内大会個人成績 | 国内大会個人成績 | 国内大会個人成績 | 国内大会個人成績 | 国内大会個人成績 | 国内大会個人成績 | 国内大会個人成績 | 国内大会個人成績 |
| 年度             | クラブ           | 背番号           | リーグ           | リーグ戦         | リーグ戦         | リーグ杯         | リーグ杯         | オープン杯       | オープン杯       | 期間通算         | 期間通算         |
| 年度             | クラブ           | 背番号           | リーグ           | 出場             | 得点             | 出場             | 得点             | 出場             | 得点             | 出場             | 得点             |
| 日本             | 日本             | 日本             | 日本             | リーグ戦         | リーグ戦         | リーグ杯         | リーグ杯         | 天皇杯           | 天皇杯           | 期間通算         | 期間通算         |
| ---------------- | ---------------- | ---------------- | ---------------- | ---------------- | ---------------- | ---------------- | ---------------- | ---------------- | ---------------- | ---------------- | ---------------- |
| 2001             | 甲府             | 21               | J2               | 13               | 0                | 0                | 0                | 3                | 0                | 16               | 0                |
| 2002             | 甲府             | 21               | J2               | 9                | 0                | -                | -                | 0                | 0                | 9                | 0                |
| 2003             | 大塚             | 21               | JFL              | 29               | 0                | -                | -                | 3                | 0                | 32               | 0                |
| 2004             | 大塚             | 1                | JFL              | 10               | 0                | -                | -                | 0                | 0                | 0                | 0                |
| 2005             | 徳島             | 1                | J2               | 0                | 0                | -                | -                | 0                | 0                | 0                | 0                |
| 2006             | 愛媛             | 35               | J2               | 24               | 0                | -                | -                | 2                | 0                | 26               | 0                |
| 2007             | 愛媛             | 35               | J2               | 19               | 0                | -                | -                | 4                | 0                | 23               | 0                |
| 2008             | 愛媛             | 1                | J2               | 21               | 0                | -                | -                | 2                | 0                | 23               | 0                |
| 2009             | 愛媛             | 1                | J2               | 0                | 0                | -                | -                | 0                | 0                | 0                | 0                |
| 2010             | 愛媛             | 1                | J2               | 13               | 0                | -                | -                | 0                | 0                | 13               | 0                |
| 2011             | 愛媛             | 1                | J2               | 32               | 0                | -                | -                | 2                | 0                | 34               | 0                |
| 2012             | 愛媛             | 1                | J2               | 0                | 0                | -                | -                | 0                | 0                | 0                | 0                |
| 通算             | 日本             | 日本             | J2               | 131              | 0                | 0                | 0                | 13               | 0                | 144              | 0                |
| 通算             | 日本             | 日本             | JFL              | 39               | 0                | -                | -                | 3                | 0                | 42               | 0                |
| 総通算           | 総通算           | 総通算           | 総通算           | 170              | 0                | 0                | 0                | 16               | 0                | 186              | 0                |

- Jリーグ(J2)初出場：2001年3月10日 対川崎フロンターレ戦 (等々力陸上競技場)

## 指導歴
- 2013年 - 2021年 愛媛FC
  - 2013年 - 2014年 アカデミー GKコーチ
  - 2015年 - 2021年 トップチーム GKコーチ
- 2022年 - 清水エスパルスユース GKコーチ

## タイトル

### 個人
- 日本フットボールリーグ：新人王、ベストイレブン（2003年）